# André Frédéric
André Frédéric (Verviers, 4 juli 1958) is een Belgisch politicus voor de PS

## Levensloop
André Frédéric behaalde in 1978 het diploma van onderwijzer aan de normaalschool van Verviers. Hij werd van 1978 tot 1981 gemeente-onderwijzer in het kleine dorp Hèvremont en vervulde toen zijn burgerdienst als gewetensbezwaarde bij het informatie- en opvangcentrum voor jongeren Centre Infor Jeunes in Verviers. In afwachting van het vinden van een school om er het beroep van onderwijzer uit te oefenen, ging Frédéric daarna aan de slag in het verenigingsleven, steevast met een onzeker statuut. Ook vervulde hij verschillende interimjobs in het Luikse provinciale onderwijs. Van 1986 tot 1988 was Frédéric regionaal vormingsmedewerker bij de socialistische beweging voor permanente vroming Présence et Action culturelles in Verviers.
Van 1988 tot 1992 werkte Frédéric als hoofd van de sociale cel op het kabinet van Yvan Ylieff, federaal minister van Onderwijs en vanaf 1989 minister van Onderwijs in de Franse Gemeenschapsregering. Hij vervulde deze functie eveneens op de kabinetten van de opvolgers van Ylieff, Elio Di Rupo (1992-1994), Philippe Mahoux (1994-1995) en Laurette Onkelinx (1995-1998). Voorts werkte hij van 1994 tot 1995 als expert in de strijd tegen sociale uitsluiting op de Cel voor Sociale Integratie van het Waals Gewest.
Hij sloot zich aan bij de PS en begon zijn politieke carrière eind 1987 als provincieraadslid van Luik, een functie die hij uitoefende tot in 1991. In oktober 1988 werd Frédéric verkozen in de gemeenteraad van Theux. Van 1995 tot 2006 was hij er schepen van Cultuur en Sociale Zaken en van 2006 tot 2012 OCMW-voorzitter. Nadien was hij van december 2012 tot juli 2019 opnieuw schepen van Theux, bevoegd voor Onderwijs. 
Van 1992 tot 1998 was André Frédéric voorzitter van de PS-federatie van het arrondissement Verviers. In oktober 1998 werd hij voor hetzelfde arrondissement lid van de Kamer van volksvertegenwoordigers ter vervanging van André Grosjean, waar hij bleef zetelen tot aan de verkiezingen van juni 1999. Een maand later werd hij weer Kamerlid ter vervanging van Yvan Ylieff, die eerst Frans Gemeenschapsminister en daarna federaal regeringscommissaris werd. Ditmaal bleef hij Kamerlid tot aan de federale verkiezingen van mei 2019. In de Kamer was Frédéric van 2004 tot 2007 voorzitter van de commissie Binnenlandse Zaken, van 2007 tot 2008 voorzitter van de commissie Sociale Zaken, van 2008 tot 2010 opnieuw voorzitter van de commissie Binnenlandse Zaken, van 2010 tot 2013 ondervoorzitter, van juli 2013 tot oktober 2014 voorzitter van de PS-fractie en van 2014 tot 2019 nogmaals ondervoorzitter.
Ten tijde van de regering-Verhofstadt I was Frédéric mede-indiener van een wetsvoorstel over meer transparantie inzake de financiering van geloofsgemeenschappen en legde hij zich toe op de dossier rond het verbod op tabaksreclame en de gevolgen ervan voor het circuit van Spa-Francorchamps. In 2004 diende hij een resolutie in om de strijd tegen extreemrechtse en antidemocratische politieke bewegingen en verenigingen aan te scherpen en in 2004-2006 leidde hij de werkzaamheden van de parlementaire commissie over sektes en steunde hij het initiatief van Philippe Monfils om het juridische arsenaal in de strijd tegen uitwassen van sektes uit te breiden. Ook bekommerde hij zich in 2006-2007 over een hervorming van het asielrecht en verdedigde hij geregeld het behoud van publieke diensten in landelijke gebieden. Voorts mengde hij zich in 2010 in de hervorming van de hulpverleningszones en was hij van 2016 tot 2018 lid van de onderzoekscommissie naar de aanslagen in Brussel op 22 maart 2016, waarbij hij meewerkte aan het opstellen van een aantal aanbevelingen over de rechten van terreurslachtoffers en de manier waarop de overheden hen bijstand konden verlenen.
Bij de Waalse verkiezingen van mei 2019 werd André Frédéric als lijsttrekker verkozen in het arrondissement Verviers. Hij nam vervolgens zitting in het Waals Parlement en het Parlement van de Franse Gemeenschap en werd tevens als deelstaatsenator afgevaardigd naar de Senaat, waar hij tot in december 2022 bleef zetelen. In het Parlement van de Franse Gemeenschap was Frédéric van juni tot september 2019 ondervoorzitter en fractievoorzitter voor zijn partij.  Vervolgens was hij van september 2019 tot december 2022 fractievoorzitter in het Waals Parlement, waar hij verschillende initiatieven nam om de werking van het Waals Parlement te vernieuwen door meer burgerparticipatie mogelijk te maken. Van 2019 tot 2023 was hij er eveneens vicevoorzitter van de commissie Energie, Klimaat en Mobiliteit. In 2020 was hij vicevoorzitter van de bijzondere commissie belast met de evaluatie van het beheer van de coronacrisis in Wallonië en in 2021-2022 was hij een actief lid van de onderzoekscommissie naar de oorzaken en het crisisbeheer van de rampzalige overstromingen van juli 2021, die in zijn gemeente Theux een zware ravage hadden aangericht. Voorts legde hij zich toe op de reorganisatie van de Waalse energiemarkt in de strijd tegen de hoge energieprijzen, de vergroening van overheidsgebouwen in het kader van het Waalse strategische plan inzake huisvesting en het statuut van ziekenhuizen en hun verplichte inschrijving in een netwerk. 
In december 2022 werd hij voorzitter van het Waals Parlement, wat hij bleef tot in juni 2024. Hij volgde zijn partijgenoot Jean-Claude Marcourt op, die samen met het voltallige bureau ontslag nam nadat de griffier in opspraak was gekomen voor financieel wanbeheer, waarbij het bureau nalatig bleek te zijn geweest. Bij de Waalse verkiezingen van juni 2024 aanvaardde André Frédéric ter ondersteuning van zijn partij de onverkiesbare plek van lijstduwer in het arrondissement Verviers, waarmee hij zijn nationale politieke carrière beëindigde.
Ook werd hij benoemd tot Officier in de Leopoldsorde.